# Линьцюань
Линьцюа́нь (кит. упр. 临泉, пиньинь Línquán, буквально: «встречая реку Цюаньхэ») — уезд городского округа Фуян провинции Аньхой (КНР).

## История
Уезд был выделен в 1935 году из уезда Фуян.
В апреле 1949 года был образован Специальный район Фуян (阜阳专区), и уезд вошёл в его состав. В 1970 году Специальный район Фуян был переименован в Округ Фуян (阜阳地区).
В 1996 году постановлением Госсовета КНР округ Фуян был преобразован в городской округ.

## Административное деление
Район делится на 3 уличных комитета, 21 посёлок и 8 волостей.